# 圣尼古拉大教堂 (诺夫哥罗德)
圣尼古拉大教堂（俄语：Николо-Дворищенский собор）建于1113年，是大诺夫哥罗德中心第二古老的建筑物，仅次于圣索菲亚主教座堂。
圣尼古拉大教堂已被列入世界遗产清单，是“諾夫哥羅德及其周圍的歷史古蹟”的一部分。大教堂也被俄罗斯政府指定为联邦建筑丰碑（#5310046007）。

## 历史
大教堂位于诺夫哥罗德克里姆林墙外，沃尔霍夫河右岸的雅罗斯拉夫大院。它是由诺夫哥罗德王公Mstislav建于1113年，20年后，才在1136年祝圣，那时诺夫哥罗德已经是共和国。自13世纪以来，教堂属于诺夫哥罗德市，而不是王公。诺夫哥罗德大会也在附近举行。自1933年它兼作教堂和博物馆。二战期间诺夫哥罗德被德国占领，该堂充当营房。严重受损。1945年，该堂归还俄罗斯正教会，但自1962年完全改为博物馆。1994–1999年该堂修复。